# Fiume Follina
Il fiume Follina è un corso d’acqua della Provincia di Treviso in Veneto, tra i più brevi d’Italia. È un tributario del Soligo, e quindi subaffluente del Piave.

## Corso del fiume
Il Follina nasce da una sorgente carsica situata vicino al centro dell’omonimo abitato, e termina la sua breve corsa in località "Tre Pont". Durante il suo corso incontra due ex lanifici e due mulini. In località Cartiera si divide in due rami che si ricongiungono nei pressi della foce. Nonostante la brevità del suo corso, il Follina riceve due affluenti: il torrente San Pietro, proveniente da Miane (e ben più lungo del Follina), e la Fiadora, una roggia alimentata da una piccola sorgente valchiusana che, secondo una leggenda, scorre sotto l’altare della Basilica. 
In località "Tre Pont" i due rami del Follina sono attraversati da un sistema di ponti di pietra, probabilmente romani.

## Ambiente
Le acque del fiume Follina sono particolarmente limpide e ossigenate. Ciò favorisce la presenza di molte specie ittiche tra cui la trota fario (Salmo trutta fario), la trota iridea (Oncorhynchus mykiss), l’anguilla (Anguilla anguilla), il gambero di fiume (Austropotamobius pallipes), la sanguinerola (Phoxinus lumaireul) e lo scazzone (Cottus gobio).